# Que la Pologne soit la Pologne
Que la Pologne soit la Pologne (en anglais Let Poland be Poland) est un programme télévisé réalisé par Martin Pasetta, produit par l’United States International Communications Agency (Agence des communications internationales des États-Unis) en collaboration avec le département de la Défense des États-Unis, diffusé le 31 janvier 1982.

## Histoire
L'émission a été regardée par 185 millions de téléspectateurs dans 50 pays du monde. Voice of America a préparé une version audio en 39 versions linguistiques. L'émission a également été diffusée par Radio Free Europe, Radio Liberty et Radio France internationale.
Que la Pologne soit la Pologne est un récit des événements du 30 janvier 1982. Cette journée a été annoncée comme la Journée Internationale de Solidarité avec la Pologne.
Le programme a été présenté par Charlton Heston. Plusieurs personnes ont participé à ce programme, entre autres : Romuald Spasowski, Zdzisław Rurarz, Adam Makowicz, Czesław Miłosz, Mstisław Rostropowicz, Kirk Douglas, Max von Sydow, James A. Michener, Henry Fonda, Glenda Jackson, Benny Andersson, Agnetha Fältskog, Anni-Frid Lyngstad, Paul McCartney, Björn Ulvaeus, Orson Welles, Madeleine Albright. La chanson "Ever Homeward" (en polonais "Wolne Serca") a été chantée par Frank Sinatra (le fragment a été chanté en polonais).
Au cours de l'émission, des dirigeants de pays et des politiciens ont été contactés pour faire leurs déclarations. 
Il s'agissait, entre autres : du président des États-Unis Ronald Reagan, du premier ministre du Royaume-Uni Margaret Thatcher, du premier ministre du Portugal Francisco Pinto Balsemão, du chancelier de la République fédérale d'Allemagne Helmut Schmidt, du premier ministre d'Islande Gunnar Thoroddsen, du premier ministre de Belgique Wilfried Martens, du premier ministre du Japon Zenkō Suzuki, du premier ministre d'Italie Arnaldo Forlani, du premier ministre de Norvège Kåre Willoch, du premier ministre du Canada Pierre Trudeau, du premier ministre de Turquie Bülend Ulusu, du premier ministre du Luxembourg Pierre Werner, du premier ministre de Espagne Adolfo Suárez González, du président de la France François Mitterrand, du président de la Chambre des représentants Tip O'Neill, du chef de la majorité au Sénat Howard Baker, sénateur, du membre de la commission des affaires étrangères du Sénat Clement J. Zablocki.
Les politiciens se sont concentrés sur : la critique des autorités autoritaires en Pologne et les autorités de l'Union soviétique, les expressions de soutien à la nation polonaise, la solidarité avec les victimes de la répression et les assurances d'aide, y compris une aide matérielle.
Des manifestations de soutien aux Polonais de diverses villes du monde ont également été retransmises : New York, Londres, Bruxelles, Tokyo, Lisbonne, Sydney, Washington, Toronto, Chicago.
Le nom du programme fait référence à la chanson de Jan Pietrzak « Que la Pologne soit la Pologne ».
En Pologne, ce programme a été diffusé pour la première fois par TVP Historia le 13 décembre 2011.